# Repetitio
Die Repetitio oder Repetition (lat. Wiederholung) bezeichnet ein rhetorisches Stilmittel der Wiederholung.
Grundsätzlich sollten in Texten Wiederholungen vermieden werden. Der bewusste Einsatz kann ein Stilmittel sein, um zum Beispiel die wiederholten Wörter zu betonen.

## Einzelnachweis
- Language-Tool zum Thema